# 日吉駅 (滋賀県)
日吉駅（ひよしえき）は、かつて滋賀県大津市坂本にあった江若鉄道の駅である。
隣の叡山駅とともに、比叡山参詣の玄関口を担う駅であった。

## 歴史
日吉駅は1923年（大正12年）4月、江若鉄道の叡山駅 - 雄琴駅間の開通に合わせて使用が開始された。ただしこの時駅は完成しておらず、仮停車場としての開業だった。駅としての正式な開業日は同年8月1日である。
駅のあった坂本地区は比叡山麓に位置し延暦寺や日吉大社を抱える観光地であったことから、当駅開業に前後して他の輸送機関も当地区に進出している。1922年（大正11年）には比叡辻に新唐崎港が開港し汽船が乗り入れ、1927年（昭和2年）には琵琶湖鉄道汽船（のちに合併し京阪電気鉄道）が坂本駅（現在の坂本比叡山口駅）を開設。同年には比叡山鉄道が坂本と比叡山上を結ぶケーブルカー路線を開通させている。
江若鉄道は1969年（昭和44年）10月31日をもって営業を終了し、当駅も翌11月1日に廃止された。

### 年表
- 1923年（大正12年）
  - 4月1日：叡山から雄琴までの延伸開業と同時に開業[5][6]。仮停車場として使用を開始する[1]。
  - 8月1日：正式に駅として開業する[1][7]。当時の所在地は滋賀郡坂本村坂本。
- 1969年（昭和44年）11月1日：駅廃止[5]。

## 駅構造
日吉駅は旅客と貨物の両方を扱うことができた一般駅。ただしホームは1面のみ、線路も単線の棒線駅であり、規模の小さい駅だった。かつては列車交換が可能だったが、線路が撤去された結果列車交換ができない棒線駅となっている。
駅にはその規模に合わず大きな木造の駅舎があり、委託駅員が配置されていた。
| ← 浜大津 方面                   | 日吉駅 配線略図 | → 近江今津 方面 |
| 凡例 出典: 破線は撤去された配線 |                 |                 |

## 利用状況
開業から数年間の年間乗降客数・貨物取扱量の状況は以下の通り。
| 年間の旅客および貨物の取扱量 | 年間の旅客および貨物の取扱量 | 年間の旅客および貨物の取扱量 | 年間の旅客および貨物の取扱量 | 年間の旅客および貨物の取扱量 | 年間の旅客および貨物の取扱量 |
| 年                           | 旅客                         | 旅客                         | 貨物                         | 貨物                         | 出典                         |
| 年                           | 乗車                         | 降車                         | 発送                         | 到着                         | 出典                         |
| ---------------------------- | ---------------------------- | ---------------------------- | ---------------------------- | ---------------------------- | ---------------------------- |
| 1923年                       | 40,545人                     | 35,472人                     | -                            | 159トン                      | [ 14 ]                       |
| 1924年                       | 82,647人                     | 61,903人                     | 36トン                       | 47トン                       | [ 15 ]                       |
| 1931年                       | 49,506人                     | 48,147人                     | 1,109トン                    | 1,227トン                    | [ 16 ]                       |
| 1934年                       | 46,937人                     | 47,720人                     | 357トン                      | 341トン                      | [ 17 ]                       |
| 1935年                       | 51,871人                     | 51,685人                     | 209トン                      | 287トン                      | [ 18 ]                       |
| 1936年                       | 50,951人                     | 50,202人                     | 184トン                      | 221トン                      | [ 19 ]                       |

## 駅周辺
駅前の道を西に行くと京阪石山坂本線の終点、坂本比叡山口駅に行き着く。駅があった場所は江若鉄道廃線後に開業した湖西線の比叡山坂本駅に重なる。
滋賀駅付近から当駅までの江若鉄道の線路跡は湖西線に利用されている。いっぽう当駅から北へ伸びていた線路の跡は、山側を抜ける湖西線とは違い琵琶湖側に向かっているために道路として残されていて、苗鹿（）3丁目交差点付近で国道161号（現在の滋賀県道558号高島大津線）に出合う。

## 隣の駅
江若鉄道
江若鉄道線
叡山駅 - 日吉駅 - 雄琴温泉駅